# Gervalde
Gervald, (en latin Gairoaldus ou Garivaldus) était un religieux français du haut Moyen Âge qui fut évêque de Clermont au VIIe siècle.

## Biographie
À la mort de saint Félix, la population et le clergé exprimèrent le souhait que Priest devienne leur nouvel évêque. L’archidiacre Gervald convoitait cette place. Il s’appuya sur les laïques et acheta le siège d’Auvergne. Il mourut quarante jours après.